# Wüsten-Fleckenskunk

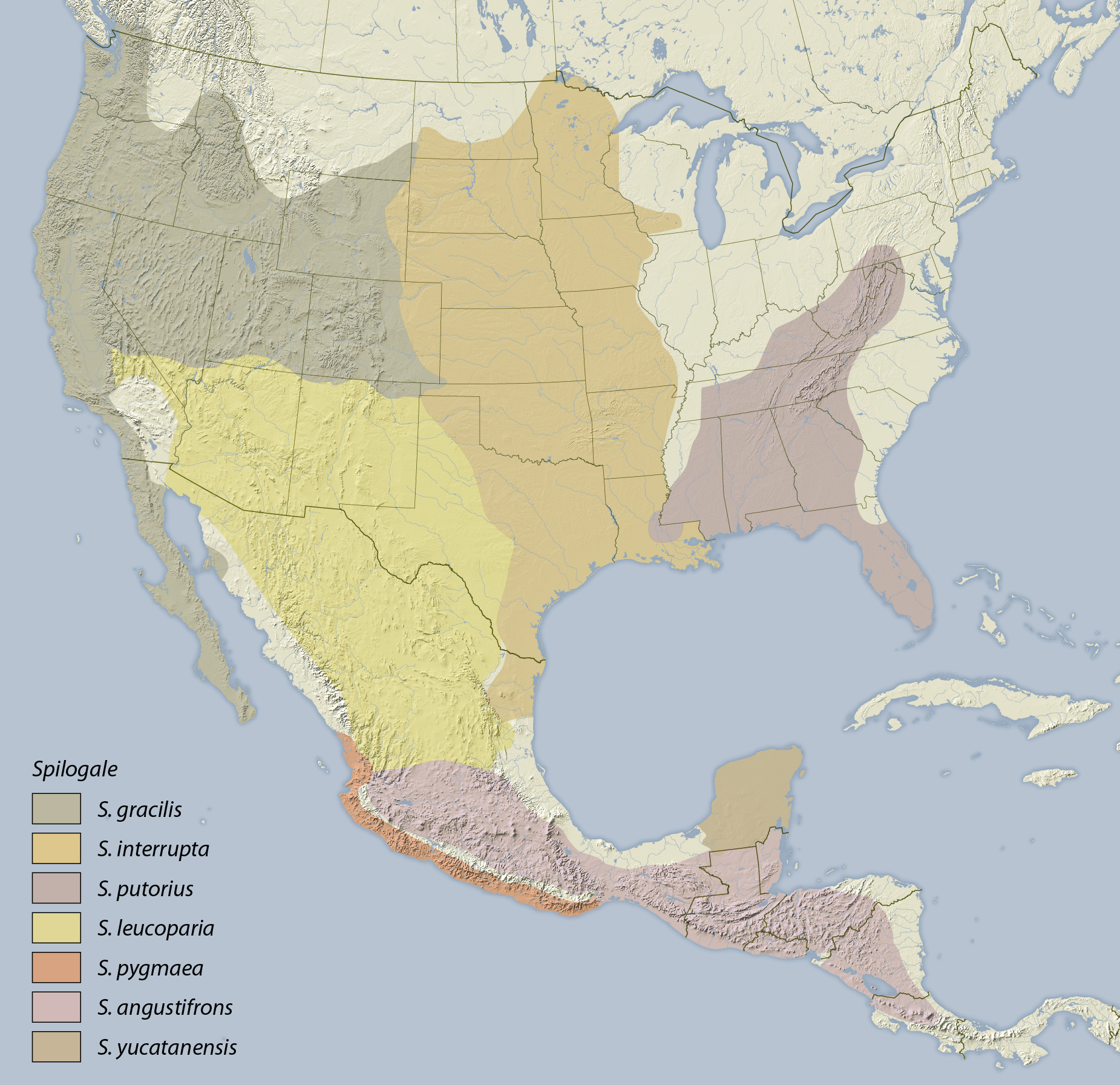
Gelb, im Südwesten der USA und im Norden von Mexiko, das Verbreitungsgebiet von Spilogale leucoparia

Der Wüsten-Fleckenskunk (Spilogale leucoparia) ist ein Raubtier in der Gattung Fleckenskunks, das im südwestlichen und südlichen Nordamerika in Arizona, New Mexico, im westlichen Texas und im Norden von Mexiko vorkommt. Das Verbreitungsgebiet grenzt im Osten an die Great Plains, im Westen an die südlichen Rocky Mountains und den Colorado River und im Süden an die Sierra Volcánica Transversal, eine etwa 750 Kilometer lange ost-westlich verlaufende Vulkankette in Zentralmexiko (Ferrari et al., 1999) und umfasst damit auch die Chihuahua- und Sonora-Wüste und die Madrean Sky Islands.

## Systematik
Die Art wurde 1890 durch den amerikanischen Zoologen Clinton Hart Merriam erstbeschrieben, später aber als Unterart dem Westlichen Fleckenskunk (Spilogale gracilis) zugeordnet. Terra typica ist Mason County im Bundesstaat Texas. Mitte 2021 wurde das Taxon wieder zu einer eigenständigen Art, nachdem festgestellt wurde, dass es sich genetisch deutlich vom Westlichen Fleckenskunk abgrenzen lässt und näher mit dem Südlichen Fleckenskunk (Spilogale angustifrons) verwandt ist als mit dem Westlichen Fleckenskunk.

## Merkmale
Wie alle Fleckenskunks ist der Wüsten-Fleckenskunk kleiner und viel wieselähnlicher als die Angehörigen der übrigen Skunkgattungen und auffallend schwarz-weiß gemustert. Merriam bemerkte in seiner Erstbeschreibung, dass die weißen Flecken und Streifen breiter sind als bei allen anderen bekannten Fleckenskunkarten. Auf dem Rücken sollen die weißen Streifen breiter oder genau so breit sein wie die schwarzen. Das mittlere Rückenstreifenpaar geht nach hinten in die vorderen Querstreifen über, die wiederum mit den äußeren Seitenstreifen zusammenfließen. Die hinteren Querstreifen fließen mit den Lendenflecken zusammen. Die Flecken über der Schwanzbasis berühren sich manchmal im hinteren Bereich. Die Oberschenkel sind rein schwarz, lediglich auf der Fußoberseite befinden sich einige weiße Haare.